# Campionati del mondo di atletica leggera 2023 - Salto in lungo maschile
La specialità del salto in lungo maschile dei campionati del mondo di atletica leggera 2023 si è svolta tra il 23 e il 24 agosto al Centro nazionale di atletica leggera di Budapest, in Ungheria.

## Podio
| Pos.    | Atleta              | Nazionalità | Misura |
| ------- | ------------------- | ----------- | ------ |
| Oro     | Miltiadīs Tentoglou | Grecia      | 8,52 m |
| Argento | Wayne Pinnock       | Giamaica    | 8,50 m |
| Bronzo  | Tajay Gayle         | Giamaica    | 8,27 m |

## Situazione pre-gara

### Record
Prima di questa competizione, il record del mondo (RM) e il record dei campionati (RC) erano i seguenti.
| Record                | Prestazione | Atleta                  | Data                           | Competizione              |
| --------------------- | ----------- | ----------------------- | ------------------------------ | ------------------------- |
| Record mondiale       | 8,95 m      | Mike Powell Stati Uniti | 30 agosto 1991 Tokyo, Giappone | Campionati del mondo 1991 |
| Record dei campionati | 8,95 m      | Mike Powell Stati Uniti | 30 agosto 1991 Tokyo, Giappone | Campionati del mondo 1991 |

### Campioni in carica
I campioni in carica, a livello mondiale e olimpico, erano:
| Campione | Atleta                     | Prestazione | Data                                         | Competizione                 |
| -------- | -------------------------- | ----------- | -------------------------------------------- | ---------------------------- |
| Olimpico | Miltiadīs Tentoglou Grecia | 8,41 m      | 2 agosto 2021 Tokyo, Giappone                | Giochi della XXXII Olimpiade |
| Mondiale | Wang Jianan Cina           | 8,36 m      | 16 luglio 2022 Eugene, Stati Uniti d'America | Campionati del mondo 2022    |

### La stagione
Prima di questa gara, gli atleti con le migliori tre prestazioni dell'anno erano:
| Pos. | Atleta                    | Prestazione | Data                               |
| ---- | ------------------------- | ----------- | ---------------------------------- |
| 1    | Jeswin Aldrin India       | 8,42 m      | 2 marzo 2023 Bellary, India        |
| 2    | Murali Sreeshankar India  | 8,41 m      | 18 giugno 2023 Bhubaneswar, India  |
| 3    | Lin Yu-tang Taipei cinese | 8,40 m      | 15 luglio 2023 Bangkok, Thailandia |

## Risultati

### Qualificazione
Le qualificazioni si sono svolte il 23 agosto alle ore 11:15.

Qualificazione: si qualifica chi raggiunge gli 8,15 m (Q) o i migliori dodici (q).
| Pos | Gruppo | Atleta                   | Nazionalità      | 1ª prova | 2ª prova | 3ª prova | Risultato | Note                                     |
| --- | ------ | ------------------------ | ---------------- | -------- | -------- | -------- | --------- | ---------------------------------------- |
| 1   | A      | Wayne Pinnock            | Giamaica         | 8,54 m   |          |          | 8,54 m    | Q,                                       |
| 2   | A      | Wang Jianan              | Cina             | 7,54 m   | 7,66 m   | 8,34 m   | 8,34 m    | Q,                                       |
| 3   | A      | Miltiadīs Tentoglou      | Grecia           | x        | 7,95 m   | 8,25 m   | 8,25 m    | Q                                        |
| 4   | B      | Carey McLeod             | Giamaica         | 8,19 m   |          |          | 8,19 m    | Q                                        |
| 5   | B      | Alejandro Parada         | Cuba             | 7,91 m   | 8,13 m   | -        | 8,13 m    | q                                        |
| 6   | B      | Simon Ehammer            | Svizzera         | 7,90 m   | 8,13 m   | x        | 8,13 m    | q                                        |
| 7   | B      | William Williams         | Stati Uniti      | x        | 8,13 m   | -        | 8,13 m    | q                                        |
| 8   | B      | Tajay Gayle              | Giamaica         | 7,84 m   | 7,68 m   | 8,12 m   | 8,12 m    | q                                        |
| 9   | A      | Radek Juška              | Rep. Ceca        | x        | 8,10 m   | -        | 8,10 m    | q                                        |
| 10  | A      | Marquis Dendy            | Stati Uniti      | x        | 7,89 m   | 8,08 m   | 8,08 m    | q                                        |
| 11  | A      | Thobias Montler          | Svezia           | x        | 8,03 m   | x        | 8,03 m    | q                                        |
| 12  | B      | Jeswin Aldrin            | India            | 8,00 m   | x        | x        | 8,00 m    | q                                        |
| 13  | A      | Christopher Mitrevski    | Australia        | 7,82 m   | 7,99 m   | 6,72 m   | 7,99 m    | Miglior prestazione personale stagionale |
| 14  | B      | Liam Adcock              | Australia        | x        | 7,68 m   | 7,99 m   | 7,99 m    |                                          |
| 15  | B      | Zhang Mingkun            | Cina             | x        | 7,97 m   | 7,75 m   | 7,97 m    |                                          |
| 16  | A      | Jarrion Lawson           | Stati Uniti      | 7,96 m   | 7,94 m   | x        | 7,96 m    |                                          |
| 17  | A      | Yuki Hashioka            | Giappone         | x        | 7,94 m   | x        | 7,94 m    |                                          |
| 18  | B      | Mattia Furlani           | Italia           | 7,66 m   | 7,47 m   | 7,85 m   | 7,85 m    |                                          |
| 19  | A      | Mátyás Németh            | Ungheria         | 7,79 m   | 7,47 m   | x        | 7,79 m    | Miglior prestazione personale            |
| 20  | B      | Henry Frayne             | Australia        | 7,51 m   | 7,78 m   | x        | 7,78 m    |                                          |
| 21  | A      | Bozhidar Sarâboyukov     | Bulgaria         | 7,59 m   | 7,74 m   | 7,73 m   | 7,74 m    |                                          |
| 22  | A      | Murali Sreeshankar       | India            | 7,74 m   | 7,66 m   | 6,70 m   | 7,74 m    |                                          |
| 23  | A      | Filip Pravdica           | Croazia          | 7,25 m   | 7,74 m   | x        | 7,74 m    |                                          |
| 24  | A      | Emiliano Lasa            | Uruguay          | 7,55 m   | 7,72 m   | 7,70 m   | 7,72 m    |                                          |
| 25  | B      | Zhang Jingqiang          | Cina             | 7,64 m   | 7,62 m   | 7,44 m   | 7,64 m    |                                          |
| 26  | B      | Cheswill Johnson         | Sudafrica        | 7,61 m   | x        | 6,24 m   | 7,61 m    |                                          |
| 27  | A      | Chan Ming Tai            | Hong Kong        | 7,60 m   | x        | 7,40 m   | 7,60 m    |                                          |
| 28  | B      | Hiromichi Yoshida        | Giappone         | x        | 7,60 m   | x        | 7,60 m    |                                          |
| 29  | A      | Chenault Lionel Coetzee  | Namibia          | 7,30 m   | 7,18 m   | 7,55 m   | 7,55 m    |                                          |
| 30  | A      | José Luis Mandros        | Perù             | x        | 7,53 m   | x        | 7,53 m    |                                          |
| 31  | B      | Ingar Bratseth-Kiplesund | Norvegia         | x        | 7,47 m   | 7,05 m   | 7,47 m    |                                          |
| 32  | B      | Shoutarou Shiroyama      | Giappone         | x        | 7,22 m   | 7,46 m   | 7,46 m    |                                          |
| 33  | A      | Mohammad Amin Alsalami   | Atleti Rifugiati | 7,11 m   | 7,46 m   | x        | 7,46 m    |                                          |
| 34  | B      | Lin Yu-tang              | Taipei cinese    | 7,41 m   | 7,45 m   | 7,42 m   | 7,45 m    |                                          |
| 35  | A      | Jaime Guerra             | Spagna           | x        | 7,35 m   | x        | 7,35 m    |                                          |
| 36  | B      | Gabriel Bitan            | Romania          | 7,32 m   | -        | -        | 7,32 m    |                                          |
| 37  | B      | Jules Pommery            | Francia          | x        | 7,23 m   | x        | 7,23 m    |                                          |
| -   | A      | Anvar Anvarov            | Uzbekistan       | x        | x        | x        | nm        |                                          |
| -   | B      | LaQuan Nairn             | Bahamas          | x        | x        | x        | nm        |                                          |

### Finale
La gara si è svolta sabato 24 agosto alle ore 19:31.
| Pos | Atleta              | Nazionalità | 1ª prova | 2ª prova | 3ª prova | 4ª prova | 5ª prova | 6ª prova | Risultato | Note                                     |
| --- | ------------------- | ----------- | -------- | -------- | -------- | -------- | -------- | -------- | --------- | ---------------------------------------- |
|     | Miltiadīs Tentoglou | Grecia      | 8,50 m   | x        | 8,39 m   | x        | 8,30 m   | 8,52 m   | 8,52 m    | Miglior prestazione personale stagionale |
|     | Wayne Pinnock       | Giamaica    | 8,40 m   | 8,50 m   | 6,39 m   | 8,03 m   | 7,96 m   | 8,38 m   | 8,50 m    |                                          |
|     | Tajay Gayle         | Giamaica    | 6,50 m   | 8,17 m   | x        | x        | 8,11 m   | 8,27 m   | 8,27 m    | Miglior prestazione personale stagionale |
| 4   | Carey McLeod        | Giamaica    | 7,90 m   | 8,27 m   | x        | 6,57 m   | -        | 7,19 m   | 8,27 m    |                                          |
| 5   | Wang Jianan         | Cina        | 8,05 m   | 8,02 m   | x        | 7,88 m   | x        | 7,91 m   | 8,05 m    |                                          |
| 6   | Thobias Montler     | Svezia      | 8,00 m   | 3,03 m   | x        | 7,92 m   | 7,87 m   | x        | 8,00 m    |                                          |
| 7   | Radek Juška         | Rep. Ceca   | 7,98 m   | x        | x        | 7,65 m   | 7,85 m   | x        | 7,98 m    |                                          |
| 8   | William Williams    | Stati Uniti | 7,94 m   | 7,53 m   | x        | x        | x        | 7,60 m   | 7,94 m    |                                          |
| 9   | Simon Ehammer       | Svizzera    | x        | x        | 7,87 m   |          |          |          | 7,87 m    |                                          |
| 10  | Alejandro Parada    | Cuba        | x        | 7,79 m   | 7,86 m   |          |          |          | 7,86 m    |                                          |
| 11  | Jeswin Aldrin       | India       | x        | x        | 7,77 m   |          |          |          | 7,77 m    |                                          |
| 12  | Marquis Dendy       | Stati Uniti | 7,51 m   | 7,62 m   | -        |          |          |          | 7,62 m    |                                          |